# Арманиха
Арманиха — село в Дальнеконстантиновском районе Нижегородской области. Входит в состав Богоявленского сельсовета.
Расположено в лесистой местности в левобережье реки Пукстерь в 6 км к северо-западу от села Богоявление, в 13 км от Дальнего Константиново и в 50 км к югу от Нижнего Новгорода.
Имеется подъездная дорога от проходящей в 4 км к востоку автодороги Р158 Нижний Новгород — Саратов и тупиковые дороги от села на север в Сиуху и на юг в Тепло-Троицкое. Ближайшая ж.-д. станция Шониха на линии Нижний Новгород — Арзамас находится в 5 км к западу от села.
| 2002 | 2010 |
| ---- | ---- |
| 313  | ↘268 |